# Pribojska Goleša
Pribojska Goleša (em cirílico: Прибојска Голеша) é uma vila da Sérvia localizada no município de Priboj, pertencente ao distrito de Zlatibor, na região de Stari Vlah. A sua população era de 119 habitantes segundo o censo de 2011.

## Demografia
| 1948 | 1953 | 1961 | 1971 | 1981 | 1991 | 2002 | 2011 |
| ---- | ---- | ---- | ---- | ---- | ---- | ---- | ---- |
| 717  | 742  | 743  | 739  | 534  | 305  | 204  | 119  |